# Veronika Machyniaková
Veronika Machyniaková, née le 14 septembre 1997, est une biathlète slovaque.

## Biographie
Elle fait ses débuts internationaux en 2016 aux Championnats du monde des moins de 19 ans.
Elle prend part à la Coupe du monde depuis la saison 2019-2020,.

## Palmarès

### Championnats du monde
| Édition / Épreuve       | Individuel | Sprint | Poursuite | Mass start | Relais | Relais mixte | Relais mixte simple |
| ----------------------- | ---------- | ------ | --------- | ---------- | ------ | ------------ | ------------------- |
| Antholz-Anterselva 2020 | 63e        | 92e    | —         | —          | 17e    | 19e          | 26e                 |
| Pokljuka 2021           | 89e        | 93e    | —         | —          | 21e    | —            | —                   |

Légende :
- — : non disputée par Machyniakova